# Zlín
Zlín (in tedesco Zlin) è una città della Repubblica Ceca nella Moravia meridionale sul fiume Dřevnice.
È la città principale della regione omonima. Molto interessante dal punto di vista urbanistico, a partire dagli anni trenta del XX secolo la città fu oggetto di un grandioso progetto ispirato all'utopia della città giardino e coordinato dall'architetto František Lydie Gahura, allievo di Le Corbusier. Tra il 1949 e il 1989 fu chiamata Gottwaldov, in onore di Klement Gottwald (Primo ministro e Presidente della Cecoslovacchia).

## Monumenti e luoghi d'interesse
Nella frazione di Štípa, a circa 7 km a nord-est dal centro di Zlín, sorge il castello di Lešná (da non confondere con il castello neoclassico che sorge nel comune omonimo, a circa 60 km da Zlín).
Nel luogo su cui sorgeva un castello del 1721, poi demolito nel 1886, alla fine del XIX secolo venne edificato un nuovo castello, sul modello delle Manor House inglesi. Lo stile storicista rispecchia il gusto revivalista dell'epoca, già influenzato dall'Art Nouveau.
Il castello conserva ancora oggi gli allestimenti dell'epoca in cui fu costruito, preziose opere di intaglio, mobilia, quadri, collezioni di porcellana e argenteria.
Il parco del castello è oggi adibito a giardino zoologico.

## Economia
In questa città hanno la sede diverse industrie, come l'industria calzaturiera Baťa, che venne fondata da Tomáš Baťa nel 1894 e contribuì allo sviluppo economico di questa città e del vicino paese di Otrokovice; ancora oggi sono presenti i capannoni della fabbrica Baťa e le case costruite dall'azienda per i suoi dipendenti, la torre degli uffici, nonché un museo dedicato a Tomáš Baťa nel centro della città.
Sono presenti industrie calzaturiere e metalmeccaniche, la città ha una squadra di calcio, il Tescoma Zlín ed è inoltre un importante centro culturale con tre licei ed un'università intitolata a Tomáš Baťa.

## Amministrazione

### Gemellaggi
- Trenčín
- Sesto San Giovanni[4]